# Uccelli delle Filippine
Uccelli delle Filippine

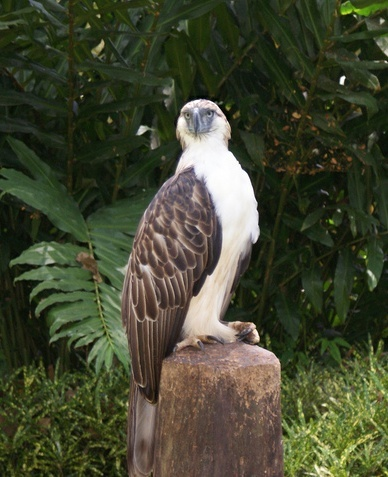
L'aquila delle Filippine è uno dei più grossi rapaci esistenti sul pianeta. Nel 1995 è stato proclamato uccello nazionale delle Filippine.

Nelle Filippine sono state descritte oltre 670 specie di uccelli, circa un terzo delle quali sono endemiche. Tra di esse vi sono 81 specie considerate in qualche misura a rischio di estinzione.
Le famiglie che esprimono la maggiore biodiversità sono: Scolopacidae (42 specie), Muscicapidae (40 specie, 16 delle quali endemiche), Columbidae (35 specie, 17 delle quali endemiche), Cuculidae (27 specie, 6 delle quali endemiche), Accipitridae (26 specie, 5 delle quali endemiche), Strigidae (25 specie, 17 delle quali endemiche), Ardeidae (21 specie), Laridae (21 specie), Nectariniidae (20 specie, di cui 12 endemiche), Anatidae (19 specie, tra cui l'anatra di Luzon, endemica della omonima isola), Rallidae (17 specie, di cui 3 endemiche), Zosteropidae (16 specie, di cui 14 endemiche), Apodidae (16 specie, di cui 5 endemiche), Dicaeidae (15 specie, di cui 12 endemiche) e Alcedinidae (15 specie, di cui 6 endemiche).
Questa lista si basa sulla checklist redatta da Avibase ed è aggiornata in base alla classificazione tassonomica (ordini, famiglie) e alla nomenclatura attualmente accettate dal Congresso ornitologico internazionale (aprile 2014).
| In verde |  | sono contrassegnate le specie endemiche. |

Per ogni specie sono fornite informazioni sulla presenza (stanziale, migratrice, svernante, etc.) seguendo la seguente terminologia:
- Accidentale (vagrant, accidental) - specie riscontrata solo occasionalmente in un determinato territorio; in genere si tratta di individui singoli o in numero limitato, spesso sospinti fuori dalle abituali rotte migratorie da particolari situazioni meteorologiche.
- Estiva (migrant breeder) - specie o popolazione migratrice e nidificante in un determinato territorio, nel quale non viene abitualmente effettuato lo svernamento.
- Estivante (non-breeding summer visitor) - specie o popolazione migratrice che si trattiene in un determinato territorio durante il periodo estivo, senza nidificare.
- Introdotta (introduced) - specie introdotta in un determinato territorio dall'uomo
- Migratrice (migratory, migrant) - una specie è considerata migratrice per un determinato territorio quando vi transita senza nidificare o svernare
- Nidificante (breeding) - specie o popolazione che porta regolarmente a termine il ciclo riproduttivo in un determinato territorio.
- Stanziale o sedentaria (resident, sedentary) - specie o popolazione legata per tutto il corso dell'anno a un determinato territorio, dove normalmente viene portato a termine il ciclo riproduttivo.
- Svernante (wintering, winter visitor) - specie o popolazione migratrice che si sofferma a passare l'inverno in un determinato territorio, ripartendo in primavera verso le aree di nidificazione.

Una specie migratrice, svernante o nidificante può inoltre essere:
- regolare (regular) - che si verifica ogni anno
- irregolare (irregular) - che non si verifica ogni anno.

Lo stato di conservazione è indicato in base alla Lista rossa della Unione Internazionale per la Conservazione della Natura (IUCN).

## Anseriformes

### Anatidae
| Specie                   | Nome comune                      | Presenza    | Status IUCN |  |
| ------------------------ | -------------------------------- | ----------- | ----------- |  |
| Dendrocygna guttata      | dendrocigna macchiata            |             |             |  |
| Dendrocygna arcuata      | dendrocigna vagabonda            |             |             |  |
| Tadorna tadorna          | volpoca comune                   | accidentale |             |  |
| Tadorna ferruginea       | casarca ferruginea               | accidentale |             |  |
| Nettapus coromandelianus | oca pigmea indiana               |             |             |  |
| Spatula clypeata         | mestolone comune                 |             |             |  |
| Spatula querquedula      | marzaiola                        |             |             |  |
| Mareca strepera          | canapiglia                       | accidentale |             |  |
| Mareca penelope          | fischione europeo                |             |             |  |
| Mareca americana         | fischione americano              | accidentale |             |  |
| Anas platyrhynchos       | germano reale                    | accidentale |             |  |
| Anas luzonica            | anatra delle Filippine           | stanziale   |             |  |
| Anas zonorhyncha         | germano beccomacchiato orientale | accidentale |             |  |
| Anas acuta               | codone comune                    |             |             |  |
| Anas crecca              | alzavola comune                  |             |             |  |
| Aythya ferina            | moriglione eurasiatico           | accidentale |             |  |
| Aythya baeri             | moriglione di Baer               | accidentale |             |  |
| Aythya fuligula          | moretta eurasiatica              |             |             |  |
| Aythya marila            | moretta grigia                   | accidentale |             |  |

## Galliformes

### Megapodiidae
| Specie              | Nome comune               | Presenza | Status IUCN |  |
| ------------------- | ------------------------- | -------- | ----------- |  |
| Megapodius cumingii | megapodio delle Filippine |          |             |  |

### Phasianidae
| Specie                  | Nome comune               | Presenza           | Status IUCN |  |
| ----------------------- | ------------------------- | ------------------ | ----------- |  |
| Francolinus pintadeanus | francolino dipinto cinese |                    |             |  |
| Perdix dauurica         | starna dauria             | localmente estinta |             |  |
| Coturnix japonica       | quaglia giapponese        | accidentale        |             |  |
| Excalfactoria chinensis | quaglia della Cina        |                    |             |  |
| Gallus gallus           | gallo comune              | stanziale          |             |  |
| Polyplectron napoleonis | speroniere di Palawan     | stanziale          |             |  |

## Procellariiformes

### Procellariidae
| Specie                   | Nome comune                  | Presenza    | Status IUCN |  |
| ------------------------ | ---------------------------- | ----------- | ----------- |  |
| Pterodroma neglecta      | petrello dell'Isola Kermadec | accidentale |             |  |
| Pterodroma sandwichensis | petrello delle Hawaii        | accidentale |             |  |
| Pterodroma hypoleuca     | petrello delle Isole Bonin   | accidentale |             |  |
| Pseudobulweria rostrata  | petrello di Tahiti           | accidentale |             |  |
| Calonectris leucomelas   | berta facciabianca           |             |             |  |
| Ardenna pacifica         | berta del Pacifico           |             |             |  |
| Bulweria bulwerii        | berta di Bulwer              | accidentale |             |  |

## Podicipediformes

### Podicipedidae
| Specie                 | Nome comune    | Presenza    | Status IUCN |  |
| ---------------------- | -------------- | ----------- | ----------- |  |
| Tachybaptus ruficollis | tuffetto       |             |             |  |
| Podiceps nigricollis   | svasso piccolo | accidentale |             |  |

## Podicipedidae

### Phaethontidae
| Specie              | Nome comune       | Presenza    | Status IUCN |  |
| ------------------- | ----------------- | ----------- | ----------- |  |
| Phaethon rubricauda | fetone codarossa  | accidentale |             |  |
| Phaethon lepturus   | fetone codabianca | accidentale |             |  |

## Ciconiiformes

### Ciconiidae
| Specie            | Nome comune              | Presenza    | Status IUCN |  |
| ----------------- | ------------------------ | ----------- | ----------- |  |
| Ciconia episcopus | cicogna collolanoso      |             |             |  |
| Ciconia ciconia   | cicogna bianca           | accidentale |             |  |
| Ciconia boyciana  | cicogna bianca orientale | accidentale |             |  |

## Pelecaniformes

### Threskiornithidae
| Specie                      | Nome comune        | Presenza    | Status IUCN |  |
| --------------------------- | ------------------ | ----------- | ----------- |  |
| Threskiornis melanocephalus | ibis orientale     | accidentale |             |  |
| Plegadis falcinellus        | mignattaio         |             |             |  |
| Platalea leucorodia         | spatola bianca     | accidentale |             |  |
| Platalea minor              | spatola faccianera | accidentale |             |  |

### Ardeidae
| Specie                  | Nome comune                 | Presenza    | Status IUCN |  |
| ----------------------- | --------------------------- | ----------- | ----------- |  |
| Botaurus stellaris      | tarabuso eurasiatico        | accidentale |             |  |
| Ixobrychus sinensis     | tarabusino cinese           |             |             |  |
| Ixobrychus eurhythmus   | tarabusino di Schrenk       |             |             |  |
| Ixobrychus cinnamomeus  | tarabusino color cannella   |             |             |  |
| Dupetor flavicollis     | tarabusino nero             |             |             |  |
| Gorsachius goisagi      | nitticora giapponese        |             |             |  |
| Gorsachius melanolophus | nitticora della Malesia     |             |             |  |
| Nycticorax nycticorax   | nitticora comune            |             |             |  |
| Nycticorax caledonicus  | nitticora rossiccia         |             |             |  |
| Butorides striata       | airone dorsoverde           |             |             |  |
| Ardeola bacchus         | sgarza cinese               | accidentale |             |  |
| Ardeola speciosa        | sgarza di Giava             |             |             |  |
| Bubulcus coromandus     | airone guardabuoi orientale |             |             |  |
| Ardea cinerea           | airone cenerino             |             |             |  |
| Ardea sumatrana         | airone di Sumatra           |             |             |  |
| Ardea purpurea          | airone rosso                |             |             |  |
| Ardea alba              | airone bianco maggiore      |             |             |  |
| Egretta intermedia      | garzetta intermedia         |             |             |  |
| Egretta garzetta        | garzetta comune             |             |             |  |
| Egretta sacra           | garzetta di Reef            |             |             |  |
| Egretta eulophotes      | garzetta cinese             | svernante   |             |  |

### Pelecanidae
| Specie                 | Nome comune      | Presenza           | Status IUCN |  |
| ---------------------- | ---------------- | ------------------ | ----------- |  |
| Pelecanus philippensis | pellicano grigio | localmente estinta |             |  |
| Pelecanus crispus      | pellicano riccio | accidentale        |             |  |

## Suliformes

### Fregatidae
| Specie           | Nome comune        | Presenza | Status IUCN |  |
| ---------------- | ------------------ | -------- | ----------- |  |
| Fregata andrewsi | fregata di Andrews |          |             |  |
| Fregata minor    | fregata minore     |          |             |  |
| Fregata ariel    | fregata ariel      |          |             |  |

### Sulidae
| Specie           | Nome comune     | Presenza | Status IUCN |  |
| ---------------- | --------------- | -------- | ----------- |  |
| Sula dactylatra  | sula mascherata |          |             |  |
| Sula sula        | sula piedirossi |          |             |  |
| Sula leucogaster | sula fosca      |          |             |  |

### Phalacrocoracidae
| Specie              | Nome comune | Presenza | Status IUCN |  |
| ------------------- | ----------- | -------- | ----------- |  |
| Phalacrocorax carbo | marangone   |          |             |  |

### Anhingidae
| Specie               | Nome comune  | Presenza | Status IUCN |  |
| -------------------- | ------------ | -------- | ----------- |  |
| Anhinga melanogaster | aninga rossa |          |             |  |

## Accipitriformes

### Pandionidae
| Specie            | Nome comune               | Presenza | Status IUCN |  |
| ----------------- | ------------------------- | -------- | ----------- |  |
| Pandion haliaetus | falco pescatore           |          |             |  |
| Pandion cristatus | falco pescatore orientale |          |             |  |

### Accipitridae
| Specie                  | Nome comune                   | Presenza    | Status IUCN |  |
| ----------------------- | ----------------------------- | ----------- | ----------- |  |
| Elanus caeruleus        | nibbio bianco                 |             |             |  |
| Pernis ptilorhynchus    | falco pecchiaiolo orientale   |             |             |  |
| Pernis steerei          | falco pecchiaiolo di Steere   | stanziale   |             |  |
| Aviceda jerdoni         | baza di Jerdon                |             |             |  |
| Aegypius monachus       | avvoltoio monaco              | accidentale |             |  |
| Spilornis cheela        | serpentario crestato          |             |             |  |
| Spilornis holospilus    | serpentario delle Filippine   | stanziale   |             |  |
| Pithecophaga jefferyi   | aquila delle Filippine        | stanziale   |             |  |
| Nisaetus cirrhatus      | spizaeto variabile            |             |             |  |
| Nisaetus philippensis   | aquilastore delle Filippine   | stanziale   |             |  |
| Nisaetus pinskeri       | aquilastore di Pinsker        | stanziale   |             |  |
| Lophotriorchis kienerii | aquila minore pettocastano    |             |             |  |
| Accipiter trivirgatus   | astore crestato asiatico      |             |             |  |
| Accipiter soloensis     | astore cinese                 |             |             |  |
| Accipiter gularis       | sparviero giapponese          |             |             |  |
| Accipiter virgatus      | sparviero Besra               |             |             |  |
| Circus spilonotus       | albanella orientale           |             |             |  |
| Circus melanoleucos     | albanella bianca e nera       | accidentale |             |  |
| Milvus migrans          | nibbio bruno                  | accidentale |             |  |
| Haliastur indus         | nibbio bramino                |             |             |  |
| Haliaeetus leucogaster  | aquila di mare ventrebianco   |             |             |  |
| Haliaeetus ichthyaetus  | aquila pescatrice testagrigia |             |             |  |
| Butastur indicus        | butastore facciagrigia        |             |             |  |
| Buteo japonicus         | poiana giapponese             |             |             |  |
| Buteo buteo             | poiana eurasiatica            |             |             |  |

## Gruiformes

### Rallidae
| Specie                   | Nome comune                   | Presenza  | Status IUCN |  |
| ------------------------ | ----------------------------- | --------- | ----------- |  |
| Rallina fasciata         | rallina fasciata              |           |             |  |
| Rallina eurizonoides     | rallina zampeardesia          |           |             |  |
| Gallirallus calayanensis | rallo di Calayan              | stanziale |             |  |
| Gallirallus torquatus    | rallo barrato                 |           |             |  |
| Gallirallus philippensis | rallo bandecamoscio           |           |             |  |
| Gallirallus striatus     | rallo striato pettoardesia    |           |             |  |
| Lewinia mirifica         | rallo di Luzon                | stanziale |             |  |
| Amaurornis olivacea      | rallo di macchia disadorno    | stanziale |             |  |
| Amaurornis phoenicurus   | rallo acquaiolo pettobianco   |           |             |  |
| Porzana pusilla          | schiribilla grigiata          |           |             |  |
| Porzana fusca            | schiribilla rossastra         |           |             |  |
| Porzana tabuensis        | schiribilla fuligginosa       |           |             |  |
| Porzana cinerea          | schiribilla cinerea           |           |             |  |
| Gallicrex cinerea        | gallorallo acquaiolo          |           |             |  |
| Porphyrio pulverulentus  | pollo sultano delle Filippine |           |             |  |
| Gallinula chloropus      | gallinella d'acqua            |           |             |  |
| Fulica atra              | folaga eurasiatica            |           |             |  |

### Gruidae
| Specie        | Nome comune          | Presenza    | Status IUCN |  |
| ------------- | -------------------- | ----------- | ----------- |  |
| Grus antigone | gru antigone         |             |             |  |
| Grus virgo    | damigella di Numidia | accidentale |             |  |

## Charadriiformes

### Turnicidae
| Specie            | Nome comune                     | Presenza  | Status IUCN |  |
| ----------------- | ------------------------------- | --------- | ----------- |  |
| Turnix sylvaticus | quaglia tridattila              |           |             |  |
| Turnix maculosus  | quaglia tridattila dorsorosso   |           |             |  |
| Turnix ocellatus  | quaglia tridattila ocellata     | stanziale |             |  |
| Turnix suscitator | quaglia tridattila barrata      |           |             |  |
| Turnix worcesteri | quaglia tridattila di Worcester | stanziale |             |  |

### Burhinidae
| Specie              | Nome comune                   | Presenza | Status IUCN |  |
| ------------------- | ----------------------------- | -------- | ----------- |  |
| Esacus magnirostris | occhione maggiore australiano |          |             |  |

### Haematopodidae
| Specie                | Nome comune                  | Presenza    | Status IUCN |  |
| --------------------- | ---------------------------- | ----------- | ----------- |  |
| Haematopus ostralegus | beccaccia di mare paleartica | accidentale |             |  |

### Recurvirostridae
| Specie                   | Nome comune           | Presenza    | Status IUCN |  |
| ------------------------ | --------------------- | ----------- | ----------- |  |
| Himantopus himantopus    | cavaliere d'Italia    |             |             |  |
| Himantopus leucocephalus | cavaliere testabianca |             |             |  |
| Recurvirostra avosetta   | avocetta              | accidentale |             |  |

### Charadriidae
| Specie                   | Nome comune                 | Presenza    | Status IUCN |  |
| ------------------------ | --------------------------- | ----------- | ----------- |  |
| Vanellus vanellus        | pavoncella paleartica       | accidentale |             |  |
| Vanellus cinereus        | pavoncella cenerina         | accidentale |             |  |
| Pluvialis fulva          | piviere dorato del Pacifico |             |             |  |
| Pluvialis squatarola     | pivieressa                  |             |             |  |
| Charadrius hiaticula     | corriere grosso             | accidentale |             |  |
| Charadrius dubius        | corriere piccolo            |             |             |  |
| Charadrius alexandrinus  | fratino eurasiatico         |             |             |  |
| Charadrius peronii       | corriere della Malesia      |             |             |  |
| Charadrius mongolus      | corriere della Mongolia     |             |             |  |
| Charadrius leschenaultii | piviere di Leschenault      |             |             |  |
| Charadrius veredus       | corriere pettocastano       |             |             |  |

### Rostratulidae
| Specie                  | Nome comune       | Presenza | Status IUCN |  |
| ----------------------- | ----------------- | -------- | ----------- |  |
| Rostratula benghalensis | beccaccino dorato |          |             |  |

### Jacanidae
| Specie                   | Nome comune     | Presenza | Status IUCN |  |
| ------------------------ | --------------- | -------- | ----------- |  |
| Irediparra gallinacea    | jacana crestata |          |             |  |
| Hydrophasianus chirurgus | idrofagiano     |          |             |  |

### Scolopacidae
| Specie                    | Nome comune                | Presenza    | Status IUCN |  |
| ------------------------- | -------------------------- | ----------- | ----------- |  |
| Scolopax rusticola        | beccaccia eurasiatica      |             |             |  |
| Scolopax bukidnonensis    | beccaccia di Bukidnon      | stanziale   |             |  |
| Lymnocryptes minimus      | frullino                   | accidentale |             |  |
| Gallinago hardwickii      | beccaccino giapponese      |             |             |  |
| Gallinago stenura         | beccaccino strenuo         |             |             |  |
| Gallinago megala          | beccaccino di Swinhoe      |             |             |  |
| Gallinago gallinago       | beccaccino                 |             |             |  |
| Limnodromus scolopaceus   | limnodromo beccolungo      | accidentale |             |  |
| Limnodromus semipalmatus  | limnodromo semipalmato     |             |             |  |
| Limosa limosa             | pittima reale              |             |             |  |
| Limosa lapponica          | pittima minore             |             |             |  |
| Numenius minutus          | chiurlo minore             |             |             |  |
| Numenius phaeopus         | chiurlo piccolo            |             |             |  |
| Numenius tahitiensis      | chiurlo di Tahiti          | accidentale |             |  |
| Numenius arquata          | chiurlo maggiore           |             |             |  |
| Numenius madagascariensis | chiurlo orientale          |             |             |  |
| Tringa erythropus         | totano moro                | accidentale |             |  |
| Tringa totanus            | pettegola                  |             |             |  |
| Tringa stagnatilis        | albastrello                |             |             |  |
| Tringa nebularia          | pantana comune             |             |             |  |
| Tringa guttifer           | pantana macchiata          |             |             |  |
| Tringa ochropus           | piro-piro culbianco        |             |             |  |
| Tringa glareola           | piro-piro boschereccio     |             |             |  |
| Tringa brevipes           | piro-piro asiatico         |             |             |  |
| Xenus cinereus            | piro-piro terek            |             |             |  |
| Actitis hypoleucos        | piro-piro piccolo          |             |             |  |
| Arenaria interpres        | voltapietre                |             |             |  |
| Calidris tenuirostris     | piovanello beccosottile    |             |             |  |
| Calidris canutus          | piovanello maggiore        |             |             |  |
| Calidris alba             | piovanello tridattilo      |             |             |  |
| Calidris ruficollis       | gambecchio collorosso      |             |             |  |
| Calidris minuta           | gambecchio comune          | accidentale |             |  |
| Calidris temminckii       | gambecchio nano            |             |             |  |
| Calidris subminuta        | gambecchio minore          |             |             |  |
| Calidris acuminata        | piro-piro siberiano        |             |             |  |
| Calidris ferruginea       | piovanello comune          |             |             |  |
| Calidris alpina           | piovanello pancianera      | accidentale |             |  |
| Eurynorhynchus pygmeus    | gambecchio becco a spatola | svernante   |             |  |
| Limicola falcinellus      | gambecchio frullino        |             |             |  |
| Philomachus pugnax        | combattente                |             |             |  |
| Phalaropus lobatus        | falaropo beccosottile      | svernante   |             |  |
| Phalaropus fulicarius     | falaropo a beccolargo      | accidentale |             |  |

### Glareolidae
| Specie              | Nome comune                 | Presenza | Status IUCN |  |
| ------------------- | --------------------------- | -------- | ----------- |  |
| Glareola maldivarum | pernice di mare dal collare |          |             |  |

### Laridae
| Specie                     | Nome comune            | Presenza    | Status IUCN |  |
| -------------------------- | ---------------------- | ----------- | ----------- |  |
| Anous stolidus             | sterna stolida bruna   |             |             |  |
| Anous minutus              | sterna stolida nera    |             |             |  |
| Gygis alba                 | sterna bianca          | accidentale |             |  |
| Chroicocephalus ridibundus | gabbiano comune        |             |             |  |
| Larus crassirostris        | gabbiano giapponese    | accidentale |             |  |
| Larus argentatus           | gabbiano reale nordico | accidentale |             |  |
| Larus vegae                | gabbiano siberiano     | accidentale |             |  |
| Larus schistisagus         | gabbiano dorsoardesia  | accidentale |             |  |
| Gelochelidon nilotica      | sterna zampenere       |             |             |  |
| Hydroprogne caspia         | sterna maggiore        | accidentale |             |  |
| Thalasseus bergii          | beccapesci veloce      |             |             |  |
| Thalasseus bernsteini      | sterna di Bernstein    | svernante   |             |  |
| Sternula albifrons         | fraticello             |             |             |  |
| Onychoprion aleuticus      | sterna aleutina        | accidentale |             |  |
| Onychoprion anaethetus     | sterna dalle redini    |             |             |  |
| Onychoprion fuscatus       | rondine di mare oscura |             |             |  |
| Sterna dougallii           | sterna di Dougall      |             |             |  |
| Sterna sumatrana           | sterna nucanera        |             |             |  |
| Sterna hirundo             | sterna comune          |             |             |  |
| Chlidonias hybrida         | mignattino piombato    |             |             |  |
| Chlidonias leucopterus     | mignattino alibianche  |             |             |  |

### Stercorariidae
| Specie                 | Nome comune         | Presenza | Status IUCN |  |
| ---------------------- | ------------------- | -------- | ----------- |  |
| Stercorarius pomarinus | stercorario mezzano |          |             |  |

## Columbiformes

### Columbidae
| Specie                     | Nome comune                         | Presenza    | Status IUCN |  |
| -------------------------- | ----------------------------------- | ----------- | ----------- |  |
| Columba livia              | piccione selvatico                  | introdotta  |             |  |
| Columba vitiensis          | colomba gola bianca                 |             |             |  |
| Streptopelia bitorquata    | tortora dal doppio collare di Giava |             |             |  |
| Streptopelia tranquebarica | tortora rossiccia dal collare       |             |             |  |
| Spilopelia chinensis       | tortora macchiata                   |             |             |  |
| Macropygia tenuirostris    | tortora cuculo delle Filippine      |             |             |  |
| Chalcophaps indica         | tortora smeraldina                  |             |             |  |
| Geopelia striata           | tortora zebrata                     | introdotta  |             |  |
| Caloenas nicobarica        | piccione delle Nicobare             |             |             |  |
| Gallicolumba luzonica      | colomba pugnalata di Luzon          | stanziale   |             |  |
| Gallicolumba crinigera     | colomba pugnalata di Bartlett       | stanziale   |             |  |
| Gallicolumba platenae      | colomba pugnalata di Mindoro        | stanziale   |             |  |
| Gallicolumba keayi         | colomba pugnalata di Kaey           | stanziale   |             |  |
| Gallicolumba menagei       | colomba pugnalata di Tawitawi       | stanziale   |             |  |
| Phapitreron leucotis       | tortora frugivora guancebianche     | stanziale   |             |  |
| Phapitreron amethystinus   | tortora frugivora ametistina        | stanziale   |             |  |
| Phapitreron cinereiceps    | tortora bruna guancescure           | stanziale   |             |  |
| Phapitreron brunneiceps    |                                     | stanziale   |             |  |
| Treron vernans             | piccione verde collorosa            |             |             |  |
| Treron phayrei             |                                     |             |             |  |
| Treron axillaris           |                                     |             |             |  |
| Treron curvirostra         | piccione verde beccogrosso          |             |             |  |
| Treron formosae            | piccione verde di Formosa           |             |             |  |
| Ptilinopus marchei         | colomba frugivora di Marche         | stanziale   |             |  |
| Ptilinopus merrilli        | colomba frugivora di Merrill        | stanziale   |             |  |
| Ptilinopus occipitalis     | colomba frugivora pettogiallo       | stanziale   |             |  |
| Ptilinopus leclancheri     | colomba frugivora di Leclancher     | stanziale   |             |  |
| Ptilinopus superbus        | tortora beccafrutta superba         | accidentale |             |  |
| Ptilinopus melanospilus    | colomba frugivora nucanera          |             |             |  |
| Ptilinopus arcanus         | colomba frugivora di Ripley         | stanziale   |             |  |
| Ducula poliocephala        | piccione imperiale delle Filippine  | stanziale   |             |  |
| Ducula mindorensis         | piccione imperiale di Mindoro       | stanziale   |             |  |
| Ducula carola              | piccione imperiale collogrigio      | stanziale   |             |  |
| Ducula aenea               | piccione imperiale verde            |             |             |  |
| Ducula pickeringii         | piccione imperiale di Pickering     |             |             |  |
| Ducula bicolor             | piccione imperiale bianco           |             |             |  |

## Cuculiformes

### Cuculidae
| Specie                      | Nome comune                    | Presenza    | Status IUCN |  |
| --------------------------- | ------------------------------ | ----------- | ----------- |  |
| Centropus unirufus          | cuculo fagiano rossiccio       | stanziale   |             |  |
| Centropus melanops          | cuculo fagiano faccianera      | stanziale   |             |  |
| Centropus steerii           | cuculo fagiano di Steere       | stanziale   |             |  |
| Centropus sinensis          | cuculo fagiano maggiore        |             |             |  |
| Centropus viridis           | cuculo fagiano delle Filippine | stanziale   |             |  |
| Centropus bengalensis       | cuculo fagiano minore          |             |             |  |
| Phaenicophaeus curvirostris | malcoha pettocastano           |             |             |  |
| Dasylophus superciliosus    | cuculo dai sopraccigli         | stanziale   |             |  |
| Dasylophus cumingi          | cuculo dal piumaggio a scaglie | stanziale   |             |  |
| Clamator coromandus         | cuculo dal ciuffo alirosse     |             |             |  |
| Clamator jacobinus          | cuculo bianco e nero           | accidentale |             |  |
| Eudynamys scolopaceus       | koel comune                    |             |             |  |
| Chrysococcyx xanthorhynchus | cuculo violetto                |             |             |  |
| Chrysococcyx minutillus     | cuculo bronzato minore         |             |             |  |
| Cacomantis sonneratii       | cuculo di Sonnerat             | accidentale |             |  |
| Cacomantis merulinus        | cuculo lamentoso               |             |             |  |
| Cacomantis variolosus       | cuculo di macchia              |             |             |  |
| Cacomantis sepulcralis      | cuculo indonesiano             |             |             |  |
| Surniculus velutinus        | cuculo drongo delle Filippine  | stanziale   |             |  |
| Surniculus lugubris         | cuculo drongo                  |             |             |  |
| Hierococcyx sparverioides   | cuculo sparviero maggiore      |             |             |  |
| Hierococcyx hyperythrus     | cuculastore settentrionale     |             |             |  |
| Hierococcyx pectoralis      | cuculastore delle Filippine    | stanziale   |             |  |
| Hierococcyx nisicolor       | cuculastore di Hodgson         |             |             |  |
| Cuculus micropterus         | cuculo indiano                 |             |             |  |
| Cuculus saturatus           | cuculo orientale               |             |             |  |
| Cuculus optatus             | cuculo di Horsfield            |             |             |  |

## Strigiformes

### Tytonidae
| Specie            | Nome comune                      | Presenza | Status IUCN |  |
| ----------------- | -------------------------------- | -------- | ----------- |  |
| Tyto longimembris | barbagianni delle erbe orientale |          |             |  |

### Strigidae
| Specie             | Nome comune                         | Presenza  | Status IUCN |  |
| ------------------ | ----------------------------------- | --------- | ----------- |  |
| Otus gurneyi       | gufo reale di Mindanao              | stanziale |             |  |
| Otus lettia        | assiolo dal collare                 |           |             |  |
| Otus fuliginosus   | assiolo di Palawan                  | stanziale |             |  |
| Otus megalotis     | assiolo delle Filippine             | stanziale |             |  |
| Otus everetti      |                                     | stanziale |             |  |
| Otus nigrorum      |                                     | stanziale |             |  |
| Otus mirus         | assiolo di Mindanao                 | stanziale |             |  |
| Otus longicornis   | assiolo di Luzon                    | stanziale |             |  |
| Otus mindorensis   | assiolo di Mindoro                  | stanziale |             |  |
| Otus sunia         | assiolo orientale                   |           |             |  |
| Otus mantananensis | assiolo delle Filippine meridionali | stanziale |             |  |
| Otus elegans       | assiolo di Riukiu                   |           |             |  |
| Bubo philippensis  | gufo reale delle Filippine          | stanziale |             |  |
| Strix seloputo     | allocco maculato asiatico           |           |             |  |
| Ninox scutulata    | civetta sparviero bruna             |           |             |  |
| Ninox randi        | gufastore cioccolato                | stanziale |             |  |
| Ninox obscura      |                                     |           |             |  |
| Ninox philippensis | gufastore delle Filippine           |           |             |  |
| Ninox spilocephala | civetta sparviero di Tweedale       | stanziale |             |  |
| Ninox mindorensis  |                                     | stanziale |             |  |
| Ninox spilonotus   | civetta sparviero maculata          | stanziale |             |  |
| Ninox rumseyi      |                                     | stanziale |             |  |
| Ninox leventisi    |                                     | stanziale |             |  |
| Ninox reyi         |                                     | stanziale |             |  |
| Asio flammeus      | gufo di palude                      |           |             |  |

## Caprimulgiformes

### Podargidae
| Specie                  | Nome comune                 | Presenza  | Status IUCN |  |
| ----------------------- | --------------------------- | --------- | ----------- |  |
| Batrachostomus septimus | boccadirana delle Filippine | stanziale |             |  |
| Batrachostomus affinis  | boccadirana di Blyth        |           |             |  |
| Batrachostomus chaseni  |                             |           |             |  |
| Batrachostomus cornutus | boccadirana del Borneo      |           |             |  |

### Caprimulgidae
| Specie                  | Nome comune                   | Presenza  | Status IUCN |  |
| ----------------------- | ----------------------------- | --------- | ----------- |  |
| Lyncornis macrotis      | succiacapre dai grandi ciuffi |           |             |  |
| Caprimulgus jotaka      |                               |           |             |  |
| Caprimulgus macrurus    | succiacapre codalunga         |           |             |  |
| Caprimulgus manillensis | succiacapre delle Filippine   | stanziale |             |  |
| Caprimulgus affinis     | succiacapre della Sonda       |           |             |  |

## Apodiformes

### Hemiprocnidae
| Specie                 | Nome comune                     | Presenza    | Status IUCN |  |
| ---------------------- | ------------------------------- | ----------- | ----------- |  |
| Hemiprocne longipennis | rondone arboricolo dalla cresta | accidentale |             |  |
| Hemiprocne comata      | rondone arboricolo minore       |             |             |  |

### Apodidae
| Specie                 | Nome comune                         | Presenza    | Status IUCN |  |
| ---------------------- | ----------------------------------- | ----------- | ----------- |  |
| Collocalia esculenta   | salangana ventrebianco              |             |             |  |
| Collocalia troglodytes | salangana pigmea                    | stanziale   |             |  |
| Aerodramus mearnsi     | salangana groppone bruno            | stanziale   |             |  |
| Aerodramus whiteheadi  | salangana di Whitehead              | stanziale   |             |  |
| Aerodramus salangana   | salangana muschiata                 |             |             |  |
| Aerodramus amelis      | salangana delle Filippine           | stanziale   |             |  |
| Aerodramus maximus     | salangana di Lowe                   |             |             |  |
| Aerodramus fuciphagus  | salangana orientale                 |             |             |  |
| Aerodramus germani     | salangana di Oustalet               |             |             |  |
| Mearnsia picina        | rondone codaspinosa delle Filippine | stanziale   |             |  |
| Hirundapus caudacutus  | rondone codaspinosa golabianca      | accidentale |             |  |
| Hirundapus giganteus   | rondone codaspinosa bruno           |             |             |  |
| Hirundapus celebensis  | rondone codaspinosa di Sulawesi     |             |             |  |
| Cypsiurus balasiensis  | rondone delle palme asiatico        |             |             |  |
| Apus pacificus         | rondone codaforcuta                 |             |             |  |
| Apus nipalensis        | rondone delle case                  |             |             |  |

## Trogoniformes

### Trogonidae
| Specie           | Nome comune             | Presenza  | Status IUCN |  |
| ---------------- | ----------------------- | --------- | ----------- |  |
| Harpactes ardens | trogone delle Filippine | stanziale |             |  |

## Coraciiformes

### Coraciidae
| Specie                | Nome comune         | Presenza | Status IUCN |  |
| --------------------- | ------------------- | -------- | ----------- |  |
| Eurystomus orientalis | euristomo orientale |          |             |  |

### Alcedinidae
| Specie                | Nome comune                                 | Presenza  | Status IUCN |  |
| --------------------- | ------------------------------------------- | --------- | ----------- |  |
| Actenoides lindsayi   | martin pescatore di Lindsay                 | stanziale |             |  |
| Actenoides hombroni   | martin pescatore capoblu                    | stanziale |             |  |
| Pelargopsis capensis  | martin pescatore becco di cicogna           |           |             |  |
| Halcyon coromanda     | martin pescatore violetto                   |           |             |  |
| Halcyon smyrnensis    | martin pescatore di Smirne                  |           |             |  |
| Halcyon pileata       | martin pescatore testanera                  |           |             |  |
| Todiramphus winchelli | martin pescatore di Winchell                | stanziale |             |  |
| Todiramphus chloris   | martin pescatore dal collare                |           |             |  |
| Alcedo meninting      | martin pescatore orecchie blu               |           |             |  |
| Alcedo atthis         | martin pescatore comune                     |           |             |  |
| Ceyx erithaca         | martin pescatore dorsonero                  |           |             |  |
| Ceyx melanurus        | martin pescatore di foresta delle Filippine | stanziale |             |  |
| Ceyx lepidus          | martin pescatore nano                       |           |             |  |
| Ceyx cyanopectus      | martin pescatore nano pettazzurro           | stanziale |             |  |
| Ceyx argentatus       | martin pescatore argentato                  | stanziale |             |  |

### Meropidae
| Specie             | Nome comune                      | Presenza | Status IUCN |  |
| ------------------ | -------------------------------- | -------- | ----------- |  |
| Merops philippinus | gruccione codazzurra             |          |             |  |
| Merops viridis     | gruccione testacastana orientale |          |             |  |

## Bucerotiformes

### Upupidae
| Specie      | Nome comune | Presenza    | Status IUCN |  |
| ----------- | ----------- | ----------- | ----------- |  |
| Upupa epops | upupa       | accidentale |             |  |

### Bucerotidae
| Specie                        | Nome comune           | Presenza  | Status IUCN |  |
| ----------------------------- | --------------------- | --------- | ----------- |  |
| Anthracoceros marchei         | bucero di Palawan     | stanziale |             |  |
| Anthracoceros montani         | bucero di Sulu        | stanziale |             |  |
| Buceros hydrocorax            | bucero rossiccio      | stanziale |             |  |
| Penelopides panini            | bucero codarossiccia  | stanziale |             |  |
| Penelopides manillae          | bucero di Luzon       | stanziale |             |  |
| Penelopides mindorensis       | bucero di Mindoro     | stanziale |             |  |
| Penelopides affinis           | bucero di Mindanao    | stanziale |             |  |
| Penelopides samarensis        | bucero di Samar       | stanziale |             |  |
| Rhabdotorrhinus waldeni       | bucero testarossiccia | stanziale |             |  |
| Rhabdotorrhinus leucocephalus | bucero testabianca    | stanziale |             |  |

## Piciformes

### Megalaimidae
| Specie                 | Nome comune       | Presenza | Status IUCN |  |
| ---------------------- | ----------------- | -------- | ----------- |  |
| Megalaima haemacephala | barbetto ramatore |          |             |  |

### Picidae
| Specie                         | Nome comune                    | Presenza  | Status IUCN |  |
| ------------------------------ | ------------------------------ | --------- | ----------- |  |
| Dryocopus javensis             | picchio nero di Giava          |           |             |  |
| Dinopium everetti              |                                | stanziale |             |  |
| Chrysocolaptes lucidus         | dorso di fiamma maggiore       |           |             |  |
| Chrysocolaptes haematribon     |                                |           |             |  |
| Chrysocolaptes xanthocephalus  |                                |           |             |  |
| Chrysocolaptes erythrocephalus |                                |           |             |  |
| Mulleripicus funebris          | picchio fuligginoso            | stanziale |             |  |
| Mulleripicus pulverulentus     | picchio polveroso              |           |             |  |
| Yungipicus maculatus           | picchio pigmeo delle Filippine | stanziale |             |  |
| Yungipicus ramsayi             |                                |           |             |  |

## Falconiformes

### Falconidae
| Specie                   | Nome comune               | Presenza    | Status IUCN |  |
| ------------------------ | ------------------------- | ----------- | ----------- |  |
| Microhierax erythrogenys | falchetto delle Filippine | stanziale   |             |  |
| Falco tinnunculus        | gheppio comune            |             |             |  |
| Falco columbarius        | smeriglio                 | accidentale |             |  |
| Falco subbuteo           | lodolaio                  | accidentale |             |  |
| Falco severus            | lodolaio orientale        |             |             |  |
| Falco peregrinus         | falco pellegrino          |             |             |  |

## Psittaciformes

### Cacatuidae
| Specie                 | Nome comune                 | Presenza  | Status IUCN |  |
| ---------------------- | --------------------------- | --------- | ----------- |  |
| Cacatua haematuropygia | cacatua dal sottocoda rosso | stanziale |             |  |

### Psittaculidae
| Specie                    | Nome comune                       | Presenza   | Status IUCN |  |
| ------------------------- | --------------------------------- | ---------- | ----------- |  |
| Loriculus philippensis    | loricolo delle Filippine          | stanziale  |             |  |
| Loriculus camiguinensis   | loricolo di Camiguin              | stanziale  |             |  |
| Trichoglossus johnstoniae | lorichetto di Mindanao            | stanziale  |             |  |
| Prioniturus montanus      | codaracchetta di Luzon            | stanziale  |             |  |
| Prioniturus waterstradti  | codaracchetta di Mindanao         | stanziale  |             |  |
| Prioniturus platenae      | codaracchetta testablu di Palawan | stanziale  |             |  |
| Prioniturus luconensis    | codaracchetta verde               | stanziale  |             |  |
| Prioniturus discurus      | codaracchetta capoblu             |            |             |  |
| Prioniturus mindorensis   |                                   | stanziale  |             |  |
| Prioniturus verticalis    | codaracchetta aliblu di Sulu      | stanziale  |             |  |
| Tanygnathus megalorynchos | pappagallo beccogrosso            |            |             |  |
| Tanygnathus lucionensis   | pappagallo nuca azzurra           |            |             |  |
| Tanygnathus sumatranus    | pappagallo di Mueller             |            |             |  |
| Psittacula krameri        | parrocchetto dal collare          | introdotta |             |  |
| Bolbopsittacus lunulatus  | guaiabero                         | stanziale  |             |  |

## Passeriformes

### Eurylaimidae
| Specie                  | Nome comune                          | Presenza  | Status IUCN |  |
| ----------------------- | ------------------------------------ | --------- | ----------- |  |
| Sarcophanops steerii    | beccolargo caruncolato               | stanziale |             |  |
| Sarcophanops samarensis | beccolargo caruncolato delle Visayas | stanziale |             |  |

### Pittidae
| Specie                     | Nome comune          | Presenza    | Status IUCN |  |
| -------------------------- | -------------------- | ----------- | ----------- |  |
| Erythropitta kochi         | pitta di Koch        | stanziale   |             |  |
| Erythropitta erythrogaster | pitta ventrerosso    |             |             |  |
| Pitta sordida              | pitta dal cappuccio  |             |             |  |
| Pitta steerii              | pitta di Steere      | stanziale   |             |  |
| Pitta moluccensis          | pitta delle Molucche | accidentale |             |  |

### Acanthizidae
| Specie             | Nome comune             | Presenza | Status IUCN |  |
| ------------------ | ----------------------- | -------- | ----------- |  |
| Gerygone sulphurea | gerigone ventresulfureo |          |             |  |

### Tephrodornithidae
| Specie                | Nome comune                | Presenza    | Status IUCN |  |
| --------------------- | -------------------------- | ----------- | ----------- |  |
| Hemipus hirundinaceus | pigliamosche gazza alinere | accidentale |             |  |

### Artamidae
| Specie               | Nome comune        | Presenza | Status IUCN |  |
| -------------------- | ------------------ | -------- | ----------- |  |
| Artamus leucorynchus | artamo pettobianco |          |             |  |

### Aegithinidae
| Specie           | Nome comune | Presenza | Status IUCN |  |
| ---------------- | ----------- | -------- | ----------- |  |
| Aegithina tiphia | iora comune |          |             |  |

### Campephagidae
| Specie                   | Nome comune                   | Presenza    | Status IUCN |  |
| ------------------------ | ----------------------------- | ----------- | ----------- |  |
| Coracina striata         | averla cuculo panciabarrata   |             |             |  |
| Coracina coerulescens    | coracina nera delle Filippine | stanziale   |             |  |
| Coracina mindanensis     | cicalina dal bavaglino        | stanziale   |             |  |
| Coracina ostenta         | coracina alibianche           | stanziale   |             |  |
| Coracina mcgregori       | coracina di McGregor          | stanziale   |             |  |
| Coracina melaschistos    | coracina alinere              | accidentale |             |  |
| Lalage melanoleuca       | mangiabruchi bianco e nero    | stanziale   |             |  |
| Lalage nigra             | mangiabruchi gazza            |             |             |  |
| Pericrocotus divaricatus | uccello di cenere             |             |             |  |
| Pericrocotus speciosus   |                               |             |             |  |

### Pachycephalidae
| Specie                      | Nome comune                | Presenza  | Status IUCN |  |
| --------------------------- | -------------------------- | --------- | ----------- |  |
| Pachycephala cinerea        | zufolatore delle mangrovie |           |             |  |
| Pachycephala albiventris    | zufolatore dorsoverde      | stanziale |             |  |
| Pachycephala homeyeri       | zufolatore culbianco       | stanziale |             |  |
| Pachycephala philippinensis | zufolatore ventregiallo    | stanziale |             |  |

### Laniidae
| Specie               | Nome comune           | Presenza    | Status IUCN |  |
| -------------------- | --------------------- | ----------- | ----------- |  |
| Lanius tigrinus      | averla tigrata        | accidentale |             |  |
| Lanius cristatus     | averla bruna          |             |             |  |
| Lanius schach        | averla dorsorossiccio |             |             |  |
| Lanius validirostris | averla beccoforte     | stanziale   |             |  |

### Oriolidae
| Specie              | Nome comune               | Presenza  | Status IUCN |  |
| ------------------- | ------------------------- | --------- | ----------- |  |
| Oriolus xanthonotus | rigogolo golascura        |           |             |  |
| Oriolus steerii     | oriolo delle Filippine    | stanziale |             |  |
| Oriolus albiloris   | rigogolo dalle redini     | stanziale |             |  |
| Oriolus isabellae   | rigogolo di Isabella      | stanziale |             |  |
| Oriolus chinensis   | rigogolo giallo orientale |           |             |  |

### Dicruridae
| Specie                | Nome comune              | Presenza    | Status IUCN |  |
| --------------------- | ------------------------ | ----------- | ----------- |  |
| Dicrurus macrocercus  | drongo nero              | accidentale |             |  |
| Dicrurus leucophaeus  | drongo cenerino          |             |             |  |
| Dicrurus annectans    | drongo beccocorvino      |             |             |  |
| Dicrurus balicassius  | drongo di Balicassio     | stanziale   |             |  |
| Dicrurus hottentottus | drongo crestato asiatico |             |             |  |
| Dicrurus menagei      |                          | stanziale   |             |  |
| Dicrurus bracteatus   | drongo ornato            |             |             |  |

### Rhipiduridae
| Specie                    | Nome comune                       | Presenza  | Status IUCN |  |
| ------------------------- | --------------------------------- | --------- | ----------- |  |
| Rhipidura superciliaris   | codaventaglio blu                 |           |             |  |
| Rhipidura samarensis      |                                   | stanziale |             |  |
| Rhipidura cyaniceps       | codaventaglio testablu            |           |             |  |
| Rhipidura sauli           |                                   | stanziale |             |  |
| Rhipidura albiventris     |                                   | stanziale |             |  |
| Rhipidura nigritorquis    | coda a ventaglio dal collare nero | stanziale |             |  |
| Rhipidura nigrocinnamomea | codaventaglio nero e cannella     | stanziale |             |  |

### Monarchidae
| Specie                  | Nome comune                         | Presenza  | Status IUCN |  |
| ----------------------- | ----------------------------------- | --------- | ----------- |  |
| Hypothymis azurea       | monarca azzurra nucanera            |           |             |  |
| Hypothymis helenae      | monarca azzurra crestabreve         | stanziale |             |  |
| Hypothymis coelestis    | monarca azzurra del cielo           | stanziale |             |  |
| Terpsiphone atrocaudata | pigliamosche del paradiso nero      |           |             |  |
| Terpsiphone cyanescens  | pigliamosche del paradiso azzurro   | stanziale |             |  |
| Terpsiphone cinnamomea  | pigliamosche del paradiso rossiccio |           |             |  |

### Corvidae
| Specie               | Nome comune              | Presenza | Status IUCN |  |
| -------------------- | ------------------------ | -------- | ----------- |  |
| Corvus enca          | cornacchia beccofine     |          |             |  |
| Corvus violaceus     |                          |          |             |  |
| Corvus macrorhynchos | cornacchia della giungla |          |             |  |

### Stenostiridae
| Specie                | Nome comune         | Presenza | Status IUCN |  |
| --------------------- | ------------------- | -------- | ----------- |  |
| Culicicapa helianthea | pigliamosche giallo |          |             |  |

### Paridae
| Specie                  | Nome comune         | Presenza  | Status IUCN |  |
| ----------------------- | ------------------- | --------- | ----------- |  |
| Pardaliparus elegans    | cincia elegante     | stanziale |             |  |
| Pardaliparus amabilis   | cincia di Palawan   | stanziale |             |  |
| Sittiparus semilarvatus | cincia frontebianca | stanziale |             |  |

### Alaudidae
| Specie           | Nome comune       | Presenza | Status IUCN |  |
| ---------------- | ----------------- | -------- | ----------- |  |
| Mirafra javanica | allodola di Giava |          |             |  |
| Alauda gulgula   | allodola nana     |          |             |  |

### Pycnonotidae
| Specie                   | Nome comune                   | Presenza  | Status IUCN |  |
| ------------------------ | ----------------------------- | --------- | ----------- |  |
| Pycnonotus atriceps      | bulbul testanera              |           |             |  |
| Pycnonotus urostictus    | bulbul dalle caruncole gialle | stanziale |             |  |
| Pycnonotus goiavier      | bulbul corona nera            |           |             |  |
| Pycnonotus cinereifrons  |                               | stanziale |             |  |
| Alophoixus bres          | bulbul guancegrigie           |           |             |  |
| Alophoixus frater        |                               | stanziale |             |  |
| Iole palawanensis        | bulbul di Palawan             | stanziale |             |  |
| Hypsipetes philippinus   | bulbul delle Filippine        |           |             |  |
| Hypsipetes mindorensis   |                               | stanziale |             |  |
| Hypsipetes guimarasensis |                               | stanziale |             |  |
| Hypsipetes rufigularis   | bulbul di Zamboanga           | stanziale |             |  |
| Hypsipetes siquijorensis | bulbul corona ardesia         | stanziale |             |  |
| Hypsipetes everetti      | bulbul di Everett             | stanziale |             |  |
| Hypsipetes amaurotis     | bulbul orecchiecastane        |           |             |  |

### Hirundinidae
| Specie             | Nome comune              | Presenza | Status IUCN |  |
| ------------------ | ------------------------ | -------- | ----------- |  |
| Riparia chinensis  | topino golagrigia        |          |             |  |
| Riparia riparia    | topino                   |          |             |  |
| Hirundo rustica    | rondine comune           |          |             |  |
| Hirundo tahitica   | rondine del Pacifico     |          |             |  |
| Delichon dasypus   | balestruccio asiatico    |          |             |  |
| Cecropis striolata | rondine striata maggiore |          |             |  |

### Macrosphenidae
| Specie               | Nome comune                       | Presenza    | Status IUCN |  |
| -------------------- | --------------------------------- | ----------- | ----------- |  |
| Sylvietta leucophrys | silvietta dai sopraccigli bianchi | accidentale |             |  |

### Cettiidae
| Specie                    | Nome comune                  | Presenza    | Status IUCN |  |
| ------------------------- | ---------------------------- | ----------- | ----------- |  |
| Phyllergates cuculatus    | uccello sarto di montagna    |             |             |  |
| Phyllergates heterolaemus | uccello sarto testarossiccia | stanziale   |             |  |
| Horornis seebohmi         | cettia delle Filippine       | stanziale   |             |  |
| Horornis diphone          | cettia del Giappone          |             |             |  |
| Horornis vulcanius        | cettia di Mueller            |             |             |  |
| Urosphena squameiceps     | codamozza testasquamosa      | accidentale |             |  |

### Phylloscopidae
| Specie                   | Nome comune                  | Presenza    | Status IUCN |  |
| ------------------------ | ---------------------------- | ----------- | ----------- |  |
| Phylloscopus trochilus   | luì grosso                   | accidentale |             |  |
| Phylloscopus fuscatus    | luì scuro                    | accidentale |             |  |
| Phylloscopus schwarzi    | luì di Radde                 | accidentale |             |  |
| Phylloscopus borealis    | luì boreale                  |             |             |  |
| Phylloscopus ijimae      | luì di Ijima                 |             |             |  |
| Phylloscopus olivaceus   | luì delle Filippine          | stanziale   |             |  |
| Phylloscopus cebuensis   | luì di Dubois                | stanziale   |             |  |
| Phylloscopus trivirgatus | luì tristriato               |             |             |  |
| Phylloscopus nigrorum    |                              |             |             |  |
| Seicercus montis         | luì pigliamosche pettogiallo |             |             |  |

### Acrocephalidae
| Specie                    | Nome comune             | Presenza    | Status IUCN |  |
| ------------------------- | ----------------------- | ----------- | ----------- |  |
| Acrocephalus orientalis   | cannaiola orientale     |             |             |  |
| Acrocephalus stentoreus   | cannareccione stentoreo |             |             |  |
| Acrocephalus bistrigiceps | cannaiola di Schenk     | accidentale |             |  |
| Acrocephalus sorghophilus | cannaiola macchiettata  |             |             |  |

### Locustellidae
| Specie                  | Nome comune                    | Presenza  | Status IUCN |  |
| ----------------------- | ------------------------------ | --------- | ----------- |  |
| Robsonius rabori        | garrulo scricciolo di Rabor    |           |             |  |
| Robsonius thompsoni     |                                | stanziale |             |  |
| Robsonius sorsogonensis |                                |           |             |  |
| Locustella caudata      | forapaglie terricolo codalunga | stanziale |             |  |
| Locustella lanceolata   | locustella lanceolata          |           |             |  |
| Locustella ochotensis   | locustella del Pallas          |           |             |  |
| Locustella fasciolata   | forapaglie di Gray             |           |             |  |
| Locustella amnicola     | locustella di Stepanyan        |           |             |  |
| Locustella seebohmi     | forapaglie di Seebohm          | stanziale |             |  |
| Megalurus palustris     | forapaglie codone striato      |           |             |  |
| Megalurus timoriensis   | forapaglie codone fulvo        |           |             |  |

### Cisticolidae
| Specie                  | Nome comune                   | Presenza  | Status IUCN |  |
| ----------------------- | ----------------------------- | --------- | ----------- |  |
| Cisticola juncidis      | beccamoschino comune          |           |             |  |
| Cisticola exilis        | beccamoschino capodorato      |           |             |  |
| Orthotomus castaneiceps | uccello sarto delle Filippine | stanziale |             |  |
| Orthotomus chloronotus  |                               | stanziale |             |  |
| Orthotomus frontalis    | uccello sarto fronterossiccia | stanziale |             |  |
| Orthotomus derbianus    | uccello sarto di Luzon        | stanziale |             |  |
| Orthotomus sericeus     | uccello sarto codarossa       |           |             |  |
| Orthotomus ruficeps     | uccello sarto testarossa      |           |             |  |
| Orthotomus cinereiceps  | uccello sarto testagrigia     | stanziale |             |  |
| Orthotomus nigriceps    | uccello sarto testanera       | stanziale |             |  |
| Orthotomus samarensis   | uccello sarto di Samar        | stanziale |             |  |

### Timaliidae
| Specie                  | Nome comune                | Presenza  | Status IUCN |  |
| ----------------------- | -------------------------- | --------- | ----------- |  |
| Macronus gularis        | garrulo cincia striato     |           |             |  |
| Macronus bornensis      |                            |           |             |  |
| Macronus striaticeps    | garrulo bruno testastriata | stanziale |             |  |
| Micromacronus leytensis | garrulo di Leyte           | stanziale |             |  |
| Micromacronus sordidus  |                            | stanziale |             |  |

### Pellorneidae
| Specie                   | Nome comune                       | Presenza  | Status IUCN |  |
| ------------------------ | --------------------------------- | --------- | ----------- |  |
| Ptilocichla mindanensis  | garrulo scricciolo di Mindanao    | stanziale |             |  |
| Ptilocichla falcata      | garrulo scricciolo di Palawan     | stanziale |             |  |
| Malacocincla cinereiceps | garrulo della giungla testagrigia | stanziale |             |  |
| Malacopteron palawanense | garrulo arboricolo di Palawan     | stanziale |             |  |

### Zosteropidae
| Specie                       | Nome comune                          | Presenza  | Status IUCN |  |
| ---------------------------- | ------------------------------------ | --------- | ----------- |  |
| Zosterornis whiteheadi       | garrulo arboricolo di Whitehead      | stanziale |             |  |
| Zosterornis striatus         | garrulo arboricolo striato           | stanziale |             |  |
| Zosterornis latistriatus     | garrulo striato di Panay             | stanziale |             |  |
| Zosterornis nigrorum         | garrulo striato di Negros            | stanziale |             |  |
| Zosterornis hypogrammicus    | Garrulo striato di Palawan           | stanziale |             |  |
| Dasycrotapha speciosa        | garrulo arboricolo dell'Isola Negros | stanziale |             |  |
| Dasycrotapha plateni         | garrulo arboricolo pigmeo            | stanziale |             |  |
| Dasycrotapha pygmaea         |                                      | stanziale |             |  |
| Sterrhoptilus dennistouni    | garrulo capodorato                   | stanziale |             |  |
| Sterrhoptilus nigrocapitatus | garrulo coronato                     | stanziale |             |  |
| Sterrhoptilus capitalis      | garrulo arboricolo corona rossiccia  | stanziale |             |  |
| Lophozosterops goodfellowi   | occhialino di Goodfellow             | stanziale |             |  |
| Zosterops meyeni             | occhialino delle Filippine           | stanziale |             |  |
| Zosterops everetti           | occhialino di Everett                |           |             |  |
| Zosterops nigrorum           | occhialino giallo delle Filippine    | stanziale |             |  |
| Zosterops montanus           | occhialino di montagna               |           |             |  |

### Irenidae
| Specie            | Nome comune         | Presenza  | Status IUCN |  |
| ----------------- | ------------------- | --------- | ----------- |  |
| Irena puella      | irena dorsoazzurro  |           |             |  |
| Irena cyanogastra | irena ventreazzurro | stanziale |             |  |

### Sittidae
| Specie            | Nome comune                      | Presenza  | Status IUCN |  |
| ----------------- | -------------------------------- | --------- | ----------- |  |
| Sitta frontalis   | picchio muratore frontevellutata |           |             |  |
| Sitta oenochlamys | picchio muratore beccozolfo      | stanziale |             |  |

### Sturnidae
| Specie                    | Nome comune                | Presenza    | Status IUCN |  |
| ------------------------- | -------------------------- | ----------- | ----------- |  |
| Aplonis panayensis        | storno splendente asiatico |             |             |  |
| Aplonis minor             | storno codabreve           |             |             |  |
| Basilornis mirandus       | storno reale di monte Apo  | stanziale   |             |  |
| Sarcops calvus            | storno calvo               | stanziale   |             |  |
| Gracula religiosa         | gracula religiosa          |             |             |  |
| Acridotheres cristatellus | maina crestata cinese      | introdotta  |             |  |
| Spodiopsar sericeus       | storno sericeo             | accidentale |             |  |
| Spodiopsar cineraceus     | storno grigio              | accidentale |             |  |
| Agropsar sturninus        | storno di Dauria           | accidentale |             |  |
| Agropsar philippensis     | storno dorsovioletto       |             |             |  |
| Sturnia sinensis          | storno della Cina          | accidentale |             |  |
| Pastor roseus             | storno roseo               | accidentale |             |  |
| Sturnus vulgaris          | storno europeo             |             |             |  |
| Rhabdornis mystacalis     | rampichino testastriata    | stanziale   |             |  |
| Rhabdornis inornatus      | rampichino disadorno       | stanziale   |             |  |
| Rhabdornis grandis        | rabdornis beccolungo       | stanziale   |             |  |

### Turdidae
| Specie               | Nome comune       | Presenza  | Status IUCN |  |
| -------------------- | ----------------- | --------- | ----------- |  |
| Geokichla interpres  | tordo capocastano |           |             |  |
| Geokichla cinerea    | tordo cenerino    | stanziale |             |  |
| Zoothera andromedae  | tordo della Sonda |           |             |  |
| Zoothera aurea       | tordo di White    |           |             |  |
| Turdus poliocephalus | tordo isolano     |           |             |  |
| Turdus obscurus      | tordo oscuro      |           |             |  |
| Turdus pallidus      | tordo pallido     |           |             |  |
| Turdus chrysolaus    | tordo beccorosso  |           |             |  |

### Muscicapidae
| Specie                 | Nome comune                              | Presenza    | Status IUCN |  |
| ---------------------- | ---------------------------------------- | ----------- | ----------- |  |
| Copsychus mindanensis  |                                          | stanziale   |             |  |
| Copsychus luzoniensis  | shama dai sopraccigli bianchi            | stanziale   |             |  |
| Copsychus niger        | shama culbianco                          | stanziale   |             |  |
| Copsychus cebuensis    | shama nero                               | stanziale   |             |  |
| Muscicapa griseisticta | pigliamosche maculato                    |             |             |  |
| Muscicapa sibirica     | pigliamosche siberiano                   |             |             |  |
| Muscicapa dauurica     | pigliamosche della Dauria                |             |             |  |
| Muscicapa randi        | pigliamosche pettocenere                 | stanziale   |             |  |
| Muscicapa ferruginea   | pigliamosche ferrugineo                  |             |             |  |
| Cyornis herioti        | niltava pettazzurra                      | stanziale   |             |  |
| Cyornis lemprieri      | pigliamosche blu di Palawan              | stanziale   |             |  |
| Cyornis rufigastra     | pigliamosche blu delle mangrovie         |             |             |  |
| Cyornis ruficauda      | pigliamosche della giungla codirosso     |             |             |  |
| Cyanoptila cyanomelana | pigliamosche biancoblu                   |             |             |  |
| Cyanoptila cumatilis   |                                          |             |             |  |
| Eumyias panayensis     | pigliamosche acquamarina delle Filippine |             |             |  |
| Leonardina woodi       | garrulo di Wood                          | stanziale   |             |  |
| Brachypteryx montana   | alabreve azzurro                         |             |             |  |
| Vauriella albigularis  | pigliamosche della giungla golabianca    | stanziale   |             |  |
| Vauriella insignis     | pigliamosche della giungla di Lepanto    | stanziale   |             |  |
| Vauriella goodfellowi  | pigliamosche della giungla di Mindanao   | stanziale   |             |  |
| Larvivora cyane        | usignolo azzurro siberiano               |             |             |  |
| Luscinia svecica       | pettazzurro                              | accidentale |             |  |
| Calliope calliope      | calliope siberiana                       |             |             |  |
| Ficedula narcissina    | balia narcisina                          |             |             |  |
| Ficedula mugimaki      | balia di Mugimaki                        |             |             |  |
| Ficedula albicilla     | pigliamosche della taiga                 | accidentale |             |  |
| Ficedula hyperythra    | pigliamosche dai sopraccigli di neve     |             |             |  |
| Ficedula basilanica    | pigliamosche ardesia piccolo             | stanziale   |             |  |
| Ficedula platenae      | pigliamosche di Palawan                  | stanziale   |             |  |
| Ficedula crypta        | pigliamosche di Vaurie                   | stanziale   |             |  |
| Ficedula disposita     | pigliamosche furtivo                     | stanziale   |             |  |
| Ficedula westermanni   | balia di Westermann                      |             |             |  |
| Phoenicurus auroreus   | codirosso daurico                        | accidentale |             |  |
| Phoenicurus bicolor    | codirosso delle Filippine                | stanziale   |             |  |
| Monticola solitarius   | passero solitario                        |             |             |  |
| Saxicola maurus        | saltimpalo siberiano                     |             |             |  |
| Saxicola stejnegeri    | saltimpalo di Stejneger                  |             |             |  |
| Saxicola caprata       | saltimpalo nero e bianco                 |             |             |  |
| Oenanthe oenanthe      | culbianco olartico                       | accidentale |             |  |

### Chloropseidae
| Specie                  | Nome comune             | Presenza  | Status IUCN |  |
| ----------------------- | ----------------------- | --------- | ----------- |  |
| Chloropsis flavipennis  | verdino delle Filippine | stanziale |             |  |
| Chloropsis palawanensis | verdino di Palawan      | stanziale |             |  |

### Dicaeidae
| Specie                 | Nome comune                           | Presenza  | Status IUCN |  |
| ---------------------- | ------------------------------------- | --------- | ----------- |  |
| Prionochilus olivaceus | beccafiori dorso oliva                | stanziale |             |  |
| Prionochilus plateni   | beccafiori groppone giallo di Palawan | stanziale |             |  |
| Dicaeum aeruginosum    | beccafiori striato                    |           |             |  |
| Dicaeum proprium       | beccafiori pettogrigio                | stanziale |             |  |
| Dicaeum nigrilore      | beccafiori capo oliva                 | stanziale |             |  |
| Dicaeum anthonyi       | beccafiori corona gialla              | stanziale |             |  |
| Dicaeum bicolor        | beccafiori bicolore                   | stanziale |             |  |
| Dicaeum australe       | beccafiori delle Filippine            | stanziale |             |  |
| Dicaeum haematostictum | beccafiori delle Visayas              | stanziale |             |  |
| Dicaeum retrocinctum   | beccafiori di Mindoro                 | stanziale |             |  |
| Dicaeum quadricolor    | beccafiori di Cebu                    | stanziale |             |  |
| Dicaeum trigonostigma  | beccafiori ventrearancio              |           |             |  |
| Dicaeum hypoleucum     | beccafiori ventrebianco               | stanziale |             |  |
| Dicaeum pygmaeum       | beccafiori pigmeo di Palawan          | stanziale |             |  |
| Dicaeum ignipectus     | beccafiori dorsoverde                 |           |             |  |

### Nectariniidae
| Specie                   | Nome comune             | Presenza  | Status IUCN |  |
| ------------------------ | ----------------------- | --------- | ----------- |  |
| Anthreptes malacensis    | nettarinia golauniforme |           |             |  |
| Anthreptes griseigularis |                         |           |             |  |
| Leptocoma sperata        | nettarinia golaviola    | stanziale |             |  |
| Leptocoma calcostetha    | nettarinia di Macklot   |           |             |  |
| Cinnyris jugularis       | nettarinia ventregiallo |           |             |  |
| Aethopyga primigenia     | nettarinia di Hachisuka | stanziale |             |  |
| Aethopyga boltoni        | nettarinia di Apo       | stanziale |             |  |
| Aethopyga linaraborae    | nettarinia di Lina      | stanziale |             |  |
| Aethopyga flagrans       | nettarinia infuocata    |           |             |  |
| Aethopyga guimarasensis  |                         |           |             |  |
| Aethopyga pulcherrima    | nettarinia dei monti    | stanziale |             |  |
| Aethopyga jefferyi       |                         | stanziale |             |  |
| Aethopyga decorosa       |                         | stanziale |             |  |
| Aethopyga shelleyi       | nettarinia di Palawan   | stanziale |             |  |
| Aethopyga bella          | nettarinia di Palawan   | stanziale |             |  |
| Aethopyga magnifica      |                         | stanziale |             |  |
| Arachnothera longirostra | mangiaragni minore      |           |             |  |
| Arachnothera flammifera  |                         |           |             |  |
| Arachnothera dilutior    |                         | stanziale |             |  |
| Arachnothera clarae      | mangiaragni faccianuda  | stanziale |             |  |

### Passeridae
| Specie                     | Nome comune         | Presenza  | Status IUCN |  |
| -------------------------- | ------------------- | --------- | ----------- |  |
| Hypocryptadius cinnamomeus | occhialino cannella | stanziale |             |  |
| Passer montanus            | passero mattugio    |           |             |  |

### Estrildidae
| Specie                 | Nome comune                  | Presenza    | Status IUCN |  |
| ---------------------- | ---------------------------- | ----------- | ----------- |  |
| Amandava amandava      | bengalino comune             |             |             |  |
| Erythrura hyperythra   | diamante dei bambù           |             |             |  |
| Erythrura prasina      | diamante quadricolore        | accidentale |             |  |
| Erythrura viridifacies | diamante facciaverde         | stanziale   |             |  |
| Erythrura coloria      | diamante di monte Katangland | stanziale   |             |  |
| Lonchura fuscans       | cappuccino bruno             |             |             |  |
| Lonchura punctulata    | domino                       |             |             |  |
| Lonchura leucogastra   | cappuccino ventrebianco      |             |             |  |
| Lonchura atricapilla   | munia testanera meridionale  |             |             |  |
| Lonchura oryzivora     | padda                        | introdotta  |             |  |

### Motacillidae
| Specie                   | Nome comune             | Presenza | Status IUCN |  |
| ------------------------ | ----------------------- | -------- | ----------- |  |
| Dendronanthus indicus    | ballerina di foresta    |          |             |  |
| Motacilla flava          | cutrettola              |          |             |  |
| Motacilla tschutschensis | cutrettola del Pacifico |          |             |  |
| Motacilla cinerea        | ballerina gialla        |          |             |  |
| Motacilla alba           | ballerina bianca        |          |             |  |
| Anthus rufulus           | pispola delle risaie    |          |             |  |
| Anthus hodgsoni          | pispolone indiano       |          |             |  |
| Anthus gustavi           | pispola della Pechora   |          |             |  |
| Anthus cervinus          | pispola golarossa       |          |             |  |

### Fringillidae
| Specie                   | Nome comune                 | Presenza    | Status IUCN |  |
| ------------------------ | --------------------------- | ----------- | ----------- |  |
| Fringilla montifringilla | peppola                     | accidentale |             |  |
| Pyrrhula leucogenis      | ciuffolotto delle Filippine | stanziale   |             |  |
| Loxia curvirostra        | crociere comune             |             |             |  |
| Chrysocorythus estherae  | cardellino della Malesia    |             |             |  |
| Spinus spinus            | luchernino europeo          | accidentale |             |  |

### Emberizidae
| Specie              | Nome comune                 | Presenza    | Status IUCN |  |
| ------------------- | --------------------------- | ----------- | ----------- |  |
| Emberiza pusilla    | zigolo minore               | accidentale |             |  |
| Emberiza aureola    | zigolo dal collare          | accidentale |             |  |
| Emberiza sulphurata | zigolo solforato giapponese |             |             |  |